# تیراتون بونماتان
تیراتون بونماتان (تایلندی: ธีราทร บุญมาทัน؛ زادهٔ ۶ فوریهٔ ۱۹۹۰) بازیکن فوتبال اهل تایلند است.
از باشگاه‌هایی که در آن بازی کرده‌است می‌توان به باشگاه فوتبال بوریرام یونایتد و باشگاه فوتبال موانگتونگ یونایتد اشاره کرد.
وی همچنین در تیم‌های ملی فوتبال تیم ملی فوتبال تایلند و Thailand U19 و Thailand U23 بازی کرده‌است.
وی در مسابقات کشوری و بین‌المللی در مجموع برندهٔ ۱ مدال طلا شده‌است.